# Youcef Aouchiche
Pour les articles homonymes, voir Aouchiche.
Youcef Aouchiche (en berbère : ⵢⵓⵙⴻⴼ ⴰⵡⵛⵉⵛ, Yusef Awcic ; en arabe : يوسف أوشيش) est un homme politique algérien né le 29 janvier 1983 à Boghni.
Il est le premier secrétaire national du Front des forces socialistes depuis le 16 juillet 2020,. Après deux mandat à la tête de l'APW de Tizi-Ouzou, il est élu membre du Conseil de la nation 5 février 2022. Le 7 juin 2024, il s'est déclaré candidat  aux élections présidentielles du 7 septembre 2024.

## Biographie
Né le 29 janvier 1983 à Boghni où il a suivi ses études jusqu'à l'obtention du baccalauréat en 2003. La même année, il rejoint l’université d’Alger, où il poursuit ses études au niveau de la faculté des sciences politiques où il obtient une licence en sciences politiques option Relations internationales.
À l'université, Youcef Aouchiche s'engage au niveau syndical.
Après l'obtention de son diplôme, Youcef Aouchiche exerce en tant que journaliste dans la presse écrite durant la période allant de 2008 à 2012 et en tant qu’attaché parlementaire durant la période 2012-2017.
Au sein du FFS. Youcef Aouchiche a adhéré au parti à l’âge de 19 ans. Depuis cette date, il a exercé plusieurs responsabilités au sein du parti :
- Élu premier secrétaire de la section universitaire d’Alger entre 2005 et 2007. Il  a côtoyé durant cette période plusieurs dirigeants du parti et rencontré  le fondateur du parti Hocine Ait Ahmed en deux reprises lors de son déplacement en Algérie (2004 et 2007).
- Secrétaire national au mouvement associatif 2011-2013
- Secrétaire national à l’information et à la communication 2013-2016
- Secrétaire national à l’organisation 2016-2017
- Premier secrétaire national par intérim à deux reprises en 2014 et 2016[4].

En novembre 2017, après avoir conduit avec succès la liste du FFS aux élections locales, il est élu au poste de président de l'Assemblée populaire de wilaya de la wilaya de Tizi Ouzou.
Il est nommé par l’Instance présidentielle, premier secrétaire du FFS le 16 juillet 2020.
Le 6 novembre 2020, il annonce, le retrait du FFS du PAD.
Après le boycott des élections législatives de mois de mai 2021, sous la contrainte de la population et des adhérents, il décide malgré  tout de conduire le FFS aux élections locales de novembre de la même année. Il se présente une nouvelle fois pour briguer un nouveau mandat au niveau de l'Assemblée populaire de la wilaya de Tizi-Ouzou à l'occasion du scrutin du 27 novembre 2021. Il est réélu une nouvelle fois à la tête de l'APW de Tizi-Ouzou, mais cette fois-ci pour une très courte durée car moins de trois mois après, il se présente aux élections sénatoriales de 2022 et il est élu sénateur le 5 février 2022.
Il est réélu à la tête du FFS lors du sixième congrès tenu le 10 décembre 2022.